# OSS 117 a Tokio si muore
OSS 117 a Tokio si muore (Atout cœur à Tokyo pour OSS 117) è un film del 1966 diretto da Michel Boisrond.

## Critica
(l'Unità, 16 aprile 1967)